# Final do Champions Series de Patinação Artística no Gelo de 1996–97
A Final do Champions Series de Patinação Artística no Gelo de 1996–97 foi a segunda edição da competição, um evento anual de patinação artística no gelo organizado pela União Internacional de Patinação (em inglês:  International Skating Union), e o evento final do Champions Series de 1996–97. Os patinadores se qualificaram para essa competição através de outras seis competições: Trophée Lalique, NHK Trophy, Cup of Russia, Nations Cup, Skate America e Skate Canada International. A competição foi disputada entre os dias 28 de fevereiro e 2 de março de 1997, na cidade de Hamilton, Ontário, Canadá.

## Eventos
- Individual masculino
- Individual feminino
- Duplas
- Dança no gelo

## Medalhistas
| Evento                        | Ouro                                      | Prata                                        | Bronze                                      |
| Individual masculino detalhes | Elvis Stojko · Canadá                     | Todd Eldredge · Estados Unidos               | Alexei Urmanov · Rússia                     |
| Individual feminino detalhes  | Tara Lipinski · Estados Unidos            | Michelle Kwan · Estados Unidos               | Irina Slutskaya · Rússia                    |
| Duplas detalhes               | Mandy Wötzel · Ingo Steuer · Alemanha     | Oksana Kazakova · Artur Dmitriev · Rússia    | Marina Eltsova · Andrei Bushkov · Rússia    |
| Dança no gelo detalhes        | Shae-Lynn Bourne · Viktor Kraatz · Canadá | Anjelika Krylova · Oleg Ovsyannikov · Rússia | Marina Anissina · Gwendal Peizerat · França |

## Resultados

### Individual masculino
| Pos.              | Nome             | Nacionalidade  | Pontos | PC | PL |
| ----------------- | ---------------- | -------------- | ------ | -- | -- |
| Medalha de ouro   | Elvis Stojko     | Canadá         | 1.5    | 1  | 1  |
| Medalha de prata  | Todd Eldredge    | Estados Unidos | 3.5    | 3  | 2  |
| Medalha de bronze | Alexei Urmanov   | Rússia         | 4.0    | 2  | 3  |
| 4                 | Ilia Kulik       | Rússia         | 6.0    | 4  | 4  |
| 5                 | Alexei Yagudin   | Rússia         | 8.0    | 6  | 5  |
| 6                 | Dmitri Dmitrenko | Ucrânia        | 8.5    | 5  | 6  |

### Individual feminino
| Pos.              | Nome              | Nacionalidade  | Pontos | PC | PL |
| ----------------- | ----------------- | -------------- | ------ | -- | -- |
| Medalha de ouro   | Tara Lipinski     | Estados Unidos | 1.5    | 1  | 1  |
| Medalha de prata  | Michelle Kwan     | Estados Unidos | 3.5    | 3  | 2  |
| Medalha de bronze | Irina Slutskaya   | Rússia         | 5.0    | 4  | 3  |
| 4                 | Maria Butyrskaya  | Rússia         | 5.0    | 2  | 4  |
| 5                 | Olga Markova      | Rússia         | 7.5    | 5  | 5  |
| 6                 | Tonia Kwiatkowski | Estados Unidos | 9.0    | 6  | 6  |

### Duplas
| Pos.              | Nome                             | Nacionalidade  | Pontos | PC | PL |
| ----------------- | -------------------------------- | -------------- | ------ | -- | -- |
| Medalha de ouro   | Mandy Wötzel / Ingo Steuer       | Alemanha       | 1.5    | 1  | 1  |
| Medalha de prata  | Oksana Kazakova / Artur Dmitriev | Rússia         | 3.0    | 2  | 2  |
| Medalha de bronze | Marina Eltsova / Andrei Bushkov  | Rússia         | 4.5    | 3  | 3  |
| WD                | Jenni Meno / Todd Sand           | Estados Unidos | —      | 4  | WD |

### Dança no gelo
| Pos.              | Nome                                | Nacionalidade | Pontos | DC | DO | DL |
| ----------------- | ----------------------------------- | ------------- | ------ | -- | -- | -- |
| Medalha de ouro   | Shae-Lynn Bourne / Victor Kraatz    | Canadá        | 2.6    | 1  | 2  | 1  |
| Medalha de prata  | Anjelika Krylova / Oleg Ovsyannikov | Rússia        | 3.4    | 2  | 1  | 2  |
| Medalha de bronze | Marina Anissina / Gwendal Peizerat  | França        | 6.0    | 3  | 3  | 3  |
| 4                 | Irina Romanova / Igor Yaroshenko    | Ucrânia       | 9.0    | 5  | 5  | 4  |
| 5                 | Irina Lobacheva / Ilia Averbukh     | Rússia        | 9.0    | 4  | 4  | 5  |

## Quadro de medalhas
| Ordem | País           | Medalha de ouro | Medalha de prata | Medalha de bronze |    | Ordem por total |
| ----- | -------------- | --------------- | ---------------- | ----------------- | -- | --------------- |
| 1     | Canadá         | 2               |                  |                   | 2  | 3               |
| 2     | Estados Unidos | 1               | 2                |                   | 3  | 2               |
| 3     | Alemanha       | 1               |                  |                   | 1  | 4               |
| 4     | Rússia         |                 | 2                | 3                 | 5  | 1               |
| 5     | França         |                 |                  | 1                 | 1  | 4               |
| TOTAL | TOTAL          | 4               | 4                | 4                 | 12 | —               |